# Liste der Biografien/Harth
Liste der Biografien |
Portal Biografien |
Personensuche
# |
A |
B |
C |
D |
E |
F |
G |
H |
I |
J |
K |
L |
M |
N |
O |
P |
Q |
R |
S |
T |
U |
V |
W |
X |
Y |
Z |
?
 
Ha |
Hd |
He |
Hi |
Hj |
Hk |
Hl |
Hm |
Hn |
Ho |
Hr |
Hs |
Ht |
Hu |
Hv |
Hw |
Hy
 
Haa |
Hab |
Hac |
Had |
Hae–Haf |
Hag |
Hah |
Hai |
Haj |
Hak |
Hal |
Ham |
Han |
Hao |
Hap |
Haq |
Har |
Has |
Hat |
Hau |
Hav |
Haw |
Hax |
Hay |
Haz
 
Hara |
Harb |
Harc |
Hard |
Hare |
Harf |
Harg |
Harh |
Hari |
Harj |
Hark |
Harl |
Harm |
Harn |
Haro |
Harp |
Harr |
Hars |
Hart |
Haru |
Harv |
Harw |
Harx |
Hary |
Harz
 
Harta |
Hartb |
Hartd |
Harte |
Hartf |
Hartg |
Harth |
Harti |
Hartj |
Hartk |
Hartl |
Hartm |
Hartn |
Harto |
Hartr |
Harts |
Hartt |
Hartu |
Hartv |
Hartw |
Harty |
Hartz
Die Liste der Biografien führt alle Personen auf, die in der deutschsprachigen Wikipedia einen Artikel haben. Dieses ist eine Teilliste mit 26 Einträgen von Personen, deren Namen mit den Buchstaben „Harth“ beginnt.

## Harth
- Harth, Alfred (* 1949), deutscher Musiker, Komponist und Multimedia-Künstler
- Harth, Dietrich (* 1934), deutscher Kulturwissenschaftler
- Harth, Friedrich (1880–1936), deutscher Segelflugpionier
- Harth, Friedrich (1889–1975), deutscher Politiker (NSDAP), MdL Volksstaat Hessen
- Harth, Harald, österreichischer Film-, Fernseh- und Theaterschauspieler
- Harth, Helene (* 1940), deutsche Romanistin
- Harth, Jean Christoph (1882–1956), deutscher Politiker (SPD), MdL
- Harth, Leon (* 1988), armenischer Boxsportler
- Harth, Lorenz (1913–2002), deutscher Politiker (NPD), MdL
- Harth, Philipp (1885–1968), deutscher Bildhauer
- Harth, Wolfgang (1932–2017), deutscher Physiker, Elektroingenieur und Professor für Hochfrequenzelektronik
- Harth-Bedoya, Miguel (* 1968), peruanischer Dirigent

### Hartha
- Harthaus, Christel, deutsche Schauspielerin
- Harthaus, Fred (1908–1991), deutscher Fußballspieler und Fußballtrainer
- Harthausen, Hartmut (* 1938), deutscher Historiker und Bibliothekar

### Harthe
- Härthe, Dieter (* 1948), deutscher Wirtschaftsfunktionär
- Harthern, Ernst (1884–1969), deutscher Journalist, Schriftsteller und Übersetzer
- Hartherz, Christian Emanuel (1842–1915), deutscher Bildhauer und Abgeordneter des Provinziallandtages der Provinz Hessen-Nassau
- Hartherz, Florian (* 1993), deutscher FußballspielerFlorian Hartherz (* 1993)

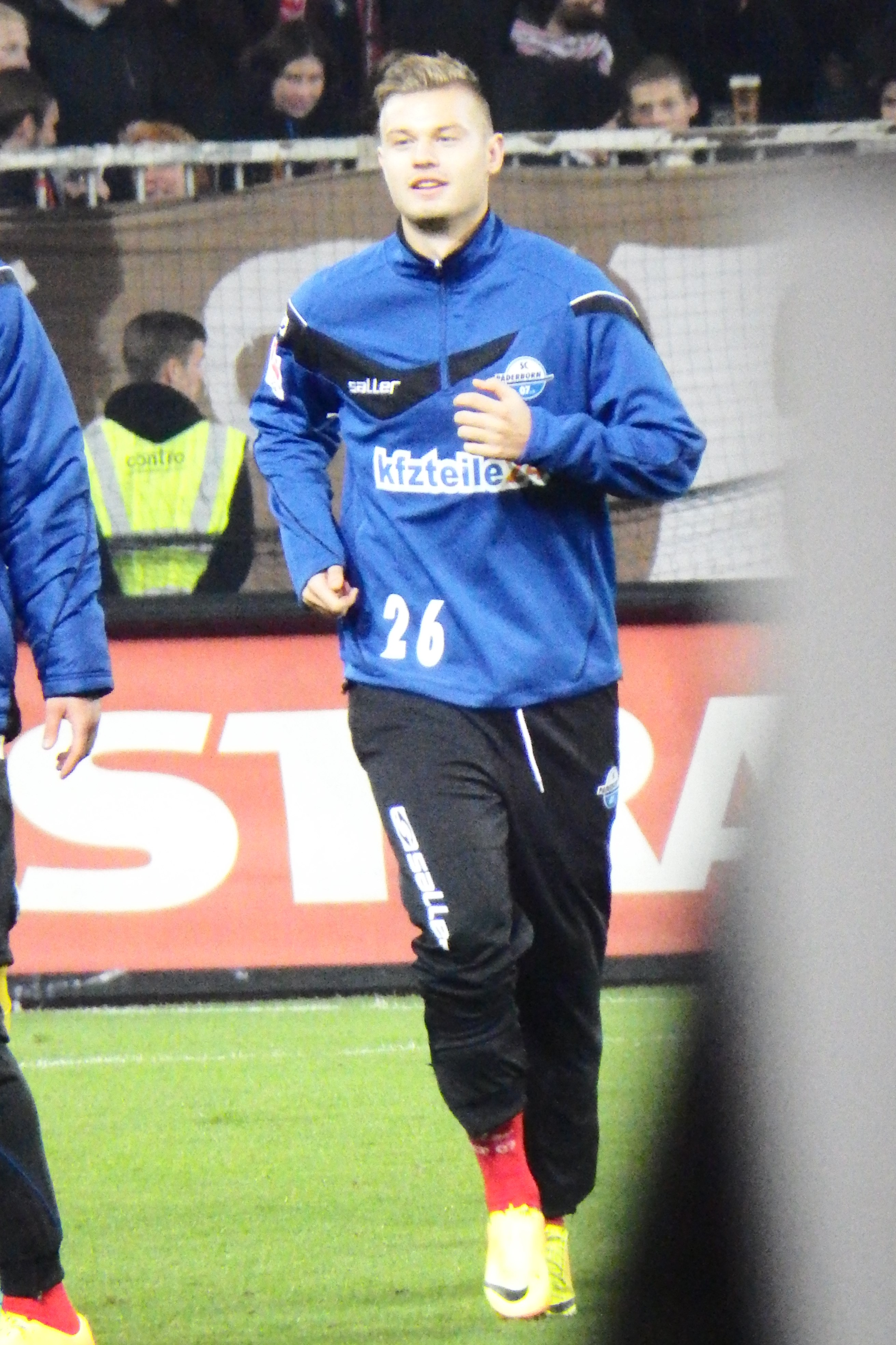
Florian Hartherz (* 1993)

- Hartherz, Peter (1940–2018), deutscher Pädagoge, Verwaltungsbeamter und Politiker (SPD), MdL

### Harthi
- Harthi, Amjad al- (* 1994), omanischer Fußballspieler
- Harthi, Barakat-al (* 1988), omanischer Sprinter
- Harthi, Mohsin al- (* 1976), saudi-arabischer Fußballspieler
- Harthi, Saad al- (* 1984), saudi-arabischer Fußballspieler

### Hartho
- Harthoorn, Geradine Wilhelmine Christine (1913–2000), niederländisch-britische Autorin

### Harthu
- Harthun-Kindl, Adelheid (* 1939), deutsche Richterin und Gerichtspräsidentin